# Jéssica Andrade
Pour les articles homonymes, voir Andrade.
Jéssica Andrade, née le 25 septembre 1991 à Umuarama dans l'État de Paraná, est une pratiquante brésilienne d'arts martiaux mixtes (MMA) évoluant au sein de l'Ultimate Fighting Championship dans la catégorie des poids coqs.

## Carrière en arts martiaux mixtes

### Débuts
Jéssica Andrade fait ses débuts le 6 septembre 2011 face à sa compatriote Weidy Borges, elle l'emporte par KO technique au second round.

## Ultimate Fighting Championship
Pour son premier combat à l'UFC, le 27 juillet 2013, lors de l'UFC on Fox 8, elle s'incline par TKO face à Liz Carmouche.
Le 12 mai 2015, l'UFC annonce qu'une confrontation entre Jéssica Andrade et la Canadienne Sarah Moras aura lieu lors de l'UFC Fight Night 71 à la date du 15 juillet 2015. L'événement se déroulera à San Diego.
Alors que la Brésilienne cherche à rebondir après avoir subi une défaite par soumission, sur ses terres natales, face à une autre Canadienne, Marion Reneau, en février 2015, Sarah Moras retrouvera la cage plus d'un an après ses débuts à l'UFC face à Alexis Dufresne. Elle tentera de remporter sa deuxième victoire au sein de l'organisation phare du MMA.
Au premier round, Jéssica Andrade refuse l'affrontement au sol et contrôle Sarah Moras par de belles combinaisons au poings. Lors des seconds et troisième round, la Brésilienne domine sur toutes les phases du combat et la Canadienne ne peux que se défendre et subir le match. En toute fin de combat, le miracle pour elle est à deux doigts de se produire lorsqu'elle verrouille un étranglement arrière. Mais Jéssica Andrade résiste durant les quinze secondes qui la séparent du gong final et l'emporte par décision unanime (30-27, 30-27, 30-27).

## Vie privée
Jéssica Andrade est ouvertement lesbienne.

## Palmarès

### Distinctions
- Ultimate Fighting Championship
  - Combat de la soirée (une fois) (contre Angela Hill)
  - Performance de la soirée (une fois)

### Palmarès en arts martiaux mixtes
| 41 combats     | 26 victoires | 15 défaites |
| Par KO         | 10           | 5           |
| Par soumission | 8            | 5           |
| Sur décision   | 8            | 5           |

| Résultat | Record | Adversaire                 | Méthode                                 | Événement                                     | Date              | Round | Temps | Lieu                                    | Notes                                                                                        |
| -------- | ------ | -------------------------- | --------------------------------------- | --------------------------------------------- | ----------------- | ----- | ----- | --------------------------------------- | -------------------------------------------------------------------------------------------- |
| Défaite  | 26-15  | Loopy Godinez              | Décision (unanime)                      | UFC 319 : du Plessis contre Chimaev           | 16 août 2025      | 3     | 5:00  | Chicago, Illinois, États-Unis           |                                                                                              |
| Défaite  | 26-14  | Jasmine Jasudavicius       | Soumission (étranglement rear-naked)    | UFC 315 : Muhammad contre Della Maddalena     | 10 mai 2025       | 1     | 2:40  | Montréal, Québec, Canada                |                                                                                              |
| Défaite  | 26-13  | Natália Silva              | Décision (unanime)                      | UFC Fight Night : Burns contre Brady          | 7 septembre 2024  | 3     | 5:00  | Las Vegas, Nevada, États-Unis           | retour au poids mouche. Combat de la soirée                                                  |
| Victoire | 26-12  | Marina Rodriguez           | Décision (divisée)                      | UFC 300                                       | 13 avril 2024     | 3     | 5:00  | Las Vegas, Nevada, États-Unis           |                                                                                              |
| Victoire | 25-12  | Mackenzie Dern             | TKO (poings)                            | UFC 295                                       | 11 novembre 2023  | 2     | 3:15  | New York, État de New York, États-Unis  |                                                                                              |
| Défaite  | 24-12  | Tatiana Suarez             | Soumission (étranglement guillotine)    | UFC on ESPN : Sandhagen contre Font           | 5 août 2023       | 2     | 1:31  | Nashville, Tennessee, États-Unis        |                                                                                              |
| Défaite  | 24-11  | Yan Xiaonan                | KO (coups)                              | UFC 288                                       | 6 mai 2023        | 1     | 2:20  | Newark, New Jersey, États-Unis          |                                                                                              |
| Défaite  | 24-10  | Erin Blanchfield           | Soumission (étranglement rear-naked)    | UFC Fight Night : Andrade contre Blanchfield  | 18 février 2023   | 2     | 1:37  | Las Vegas, Nevada, États-Unis           |                                                                                              |
| Victoire | 24-9   | Lauren Murphy              | Décision (unanime)                      | UFC 283 : Teixeira contre Hill                | 21 janvier 2023   | 5     | 5:00  | Rio de Janeiro, Brésil                  |                                                                                              |
| Victoire | 23-9   | Amanda Lemos               | Soumission (étranglement bras-tête)     | UFC Fight Night: Lemos vs. Andrade            | 23 avril 2022     | 1     | 3:13  | Las Vegas, Nevada, États-Unis           | Retour en poids pailles. Performance de la soirée.                                           |
| Victoire | 22-9   | Cynthia Calvillo           | TKO (coups de poing)                    | UFC 266 : Volkanovski vs. Ortega              | 25 septembre 2021 | 1     | 4:54  | Las Vegas, Nevada, États-Unis           |                                                                                              |
| Défaite  | 21-9   | Valentina Shevchenko (MMA) | TKO (coups de coude)                    | UFC 261 : Usman vs. Masvidal 2                | 24 avril 2021     | 2     | 3:19  | Jacksonville, Floride, États-Unis       | Pour le titre des poids mouches de l'UFC.                                                    |
| Victoire | 21-8   | Katlyn Chookagian          | TKO (coups de poing au corps)           | UFC Fight Night: Ortega vs. The Korean Zombie | 18 octobre 2020   | 1     | 4:55  | Abou Dabi, Émirats arabes unis          | Début en poids mouches. Performance de la soirée.                                            |
| Défaite  | 20-8   | Rose Namajunas             | Decision (split)                        | UFC 251 : Usman vs. Masvidal                  | 12 juillet 2020   | 3     | 5:00  | Abou Dabi, Émirats arabes unis          | Combat de la soirée.                                                                         |
| Défaite  | 20–7   | Weili Zhang                | TKO (coups de genou et coups de poing)  | UFC Fight Night: Andrade vs. Zhang            | 31 août 2019      | 1     | 0:42  | Shenzhen, Chine                         | Perd le titre des poids pailles de l'UFC.                                                    |
| Victoire | 20-6   | Rose Namajunas             | KO (slam)                               | UFC 237                                       | 11 mai 2019       | 2     | 2:58  | Rio de Janeiro, Brésil                  | Remporte le titre des poids pailles de l'UFC. Performance de la soirée. Combat de la soirée. |
| Victoire | 19-6   | Karolina Kowalkiewicz      | KO (poing)                              | UFC 228                                       | 8 septembre 2018  | 1     | 1:58  | Dallas, Texas,États-Unis                | Performance de la soirée.                                                                    |
| Victoire | 18-6   | Tecia Torres               | Décision unanime                        | UFC on Fox: Emmett vs. Stephens               | 24 février 2017   | 3     | 5:00  | Orlando, Floride, États-Unis            |                                                                                              |
| Victoire | 17-6   | Cláudia Gadelha            | Décision unanime                        | UFC Fight Night: Saint Preux vs. Okami        | 23 septembre 2017 | 3     | 5:00  | Saitama, Japon                          | Combat de la soirée.                                                                         |
| Défaite  | 16–6   | Joanna Jędrzejczyk         | Décision unanime                        | UFC 211                                       | 13 mai 2017       | 5     | 5:00  | Dallas, Texas, États-Unis               | Pour le titres titre des poids pailles de l'UFC.                                             |
| Victoire | 16-5   | Angela Hill                | Décision unanime                        | UFC Fight Night: Bermudez vs. Korean Zombie   | 4 février 2017    | 3     | 5:00  | Houston, Texas, États-Unis              | Combat de la soirée.                                                                         |
| Victoire | 15-5   | Joanne Calderwood          | Soumission (étranglement en guillotine) | UFC 203 : Miocic vs. Overeem                  | 10 septembre 2016 | 1     | 4:38  | Cleveland, Ohio, États-Unis             | Performance de la soirée.                                                                    |
| Victoire | 14-5   | Jessica Penne              | TKO (coups de poing)                    | UFC 199 : Rockhold vs. Bisping II             | 4 juin 2016       | 2     | 2:56  | Inglewood, Californie, États-Unis       | Début en poids pailles.                                                                      |
| Défaite  | 13-5   | Raquel Pennington          | Soumission (étranglement arrière)       | UFC Fight Night: Johnson vs. Dodson II        | 5 septembre 2015  | 2     | 4:58  | Las Vegas, Nevada, États-Unis           |                                                                                              |
| Victoire | 13–4   | Sarah Moras                | Décision unanime                        | UFC Fight Night: Mir vs. Duffee               | 15 juillet 2015   | 3     | 5:00  | San Diego, Californie, États-Unis       |                                                                                              |
| Défaite  | 12–4   | Marion Reneau              | Soumission (étranglement en triangle)   | UFC Fight Night: Bigfoot vs. Mir              | 22 février 2015   | 1     | 1:54  | Porto Alegre, Rio Grande do Sul, Brésil |                                                                                              |
| Victoire | 12–3   | Larissa Pacheco            | Soumission (étranglement en guillotine) | UFC Fight Night: Bigfoot vs. Arlovski         | 13 septembre 2014 | 1     | 4:33  | Brasilia, Brésil                        |                                                                                              |
| Victoire | 11–3   | Raquel Pennington          | Décision partagée                       | UFC 171 : Hendricks vs. Lawler                | 15 mars 2014      | 3     | 5:00  | Dallas, Texas, États-Unis               |                                                                                              |
| Victoire | 10–3   | Rosi Sexton                | Décision unanime                        | UFC Fight Night: Machida vs. Munoz            | 26 octobre 2013   | 3     | 5:00  | Manchester, Angleterre                  |                                                                                              |
| Défaite  | 9–3    | Liz Carmouche              | TKO (coups de poing et coups de coude)  | UFC on Fox: Johnson vs. Moraga                | 27 juillet 2013   | 2     | 3:57  | Seattle, Washington, États-Unis         |                                                                                              |
| Victoire | 9–2    | Milana Dudieva             | Soumission (étranglement en guillotine) | ProFC 47: Russia vs. Europe                   | 14 avril 2013     | 2     | 4:34  | Rostov-sur-le-Don, Russie               | Combat en poids intérmédiaire à 137 lb (62 kg).                                              |
| Victoire | 8–2    | Luciana dos Passos Pereira | Soumission (étranglement arrière)       | Web Fight Combat 1                            | 27 janvier 2013   | 2     | 3:35  | Rio de Janeiro, Brésil                  |                                                                                              |
| Défaite  | 7–2    | Jennifer Maia              | Décision unanime                        | Samurai FC 9: Water vs. Fire                  | 15 décembre 2012  | 3     | 5:00  | Curitiba, Brésil                        |                                                                                              |
| Victoire | 7–1    | Vanessa Silva              | TKO (coups de poing)                    | HFC: Heavy Fighting Championship 2            | 13 octobre 2012   | 1     | 1:15  | Cascavel, Brésil                        |                                                                                              |
| Victoire | 6–1    | Alessandra Silva           | Soumission (étranglement en guillotine) | SC: Strike Combat                             | 15 septembre 2012 | 1     | 3:29  | Foz do Iguaçu, Brésil                   |                                                                                              |
| Victoire | 5–1    | Duda Yankovich             | Soumission (étranglement en guillotine) | Bitetti Combat 12: Oswaldo Paqueta            | 8 septembre 2012  | 1     | 3:02  | Rio de Janeiro, Brésil                  |                                                                                              |
| Victoire | 4–1    | Juliana Silva              | Soumission (étranglement en guillotine) | Ring of Fire 4: In the Faive                  | 28 août 2012      | 1     | 1:14  | Presidente Venceslau, Brésil            |                                                                                              |
| Victoire | 3–1    | Lilian Correia             | TKO (coups de poing au ventre)          | HFC: Heavy Fighting Championship 1            | 20 mai 2012       | 2     | NC    | Cascavel, Brésil                        |                                                                                              |
| Défaite  | 2–1    | Kinbrely Novaes            | TKO (coups de poing et coups de genou)  | NCF: Nitrix Champion Fight 11                 | 5 mai 2012        | 2     | 2:42  | Joinville, Brésil                       |                                                                                              |
| Victoire | 2–0    | Bruna Fernandes            | TKO (coups de poing)                    | WGP: Wako Grand Prix 3                        | 19 novembre 2011  | 1     | 2:06  | Avaré, Brésil                           |                                                                                              |
| Victoire | 1–0    | Weidy Borges               | TKO (coups de poing)                    | SC: Sagaz Combat                              | 6 septembre 2011  | 2     | 3:40  | Umuarama, Brésil                        |                                                                                              |